# Scopula atridiscata
Scopula atridiscata är en fjärilsart som beskrevs av W. Warren 1897. Scopula atridiscata ingår i släktet Scopula och familjen mätare. Inga underarter finns listade.